# Línea R8
La línea R8 de Rodalies de Catalunya es una línea de cercanías que discurre entre Martorell y Granollers. Fue inaugurada el 26 de junio del 2011 y tenía como novedad el aprovechamiento, en todo su recorrido, del ramal de mercancías entre El Papiol-Mollet entre Cerdanyola del Vallès y El Papiol, para allí enlazar con la línea de Villafranca hasta Martorell y enlazar con la línea de Granollers hasta Granollers.
El tramo que discurre en el ramal de mercancías cuenta en su totalidad con vía doble electrificada, compartiendo su recorrido con los servicios de mercancías provenientes del puerto de Barcelona a través del ramal Puerto-Papiol. 
Destaca en ser la única línea de Rodalies de Catalunya del área de Barcelona en no pasar por Barcelona.

## Historia

### Cercanías
En 1980, RENFE creó Cercanías como parte de un plan de mejoras (Plan General Ferroviario) para "borrar la mala imagen de Renfe". Se establecieron 162 servicios de cercanías nuevos y se mejoraron otros ya existentes, un conjunto de actuaciones que supusieron la modernización de la red. En 1984 la compañía se organizó en unidades de negocio y se creó Cercanías Renfe —posteriormente, en Cataluña, Rodalies Renfe—, un servicio que fue reorganizado y rediseñado en 1985.
Como la nomenclatura de los servicios de cercanías de Renfe Operadora usaba una C de Cercanías para numerar las líneas. Posteriormente los códigos con C convivieron con la R de Rodalies hasta que la gestión del servicio de "Rodalies Barcelona" fue traspasada a la Generalidad de Cataluña el 1 de enero de 2010 y desde entonces la letra R pasó a ser la única letra distintiva de los servicios de cercanías de Barcelona.

### Línea

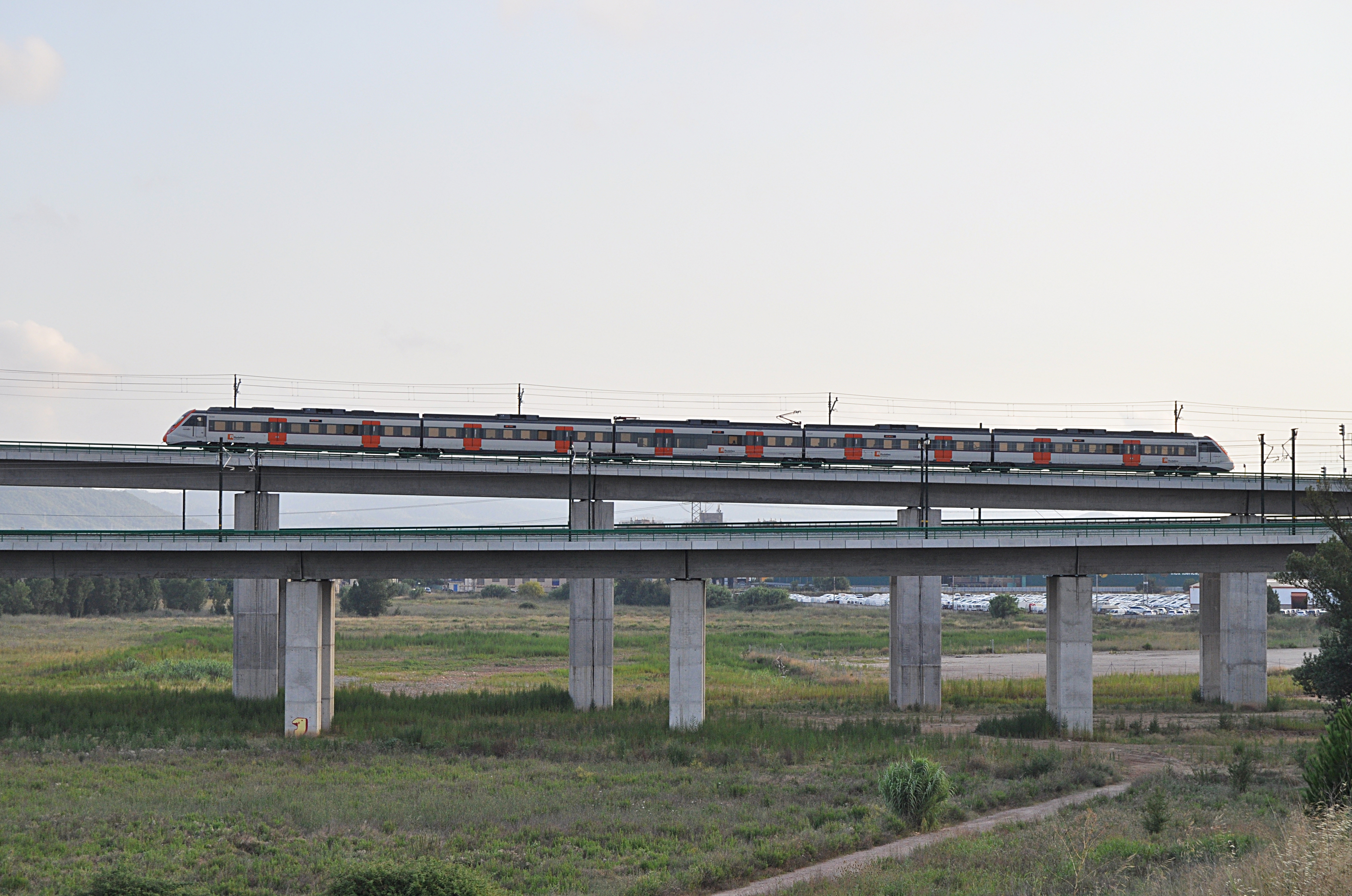
Un automotor eléctrico Civia 465, que realiza un servicio R8 de Rodalies de Catalunya con destino Granollers Centre, entra en el enlace del Nudo de Mollet que une la línea 246 Castellbisbal - Mollet y la estación de Mollet-San Fausto.

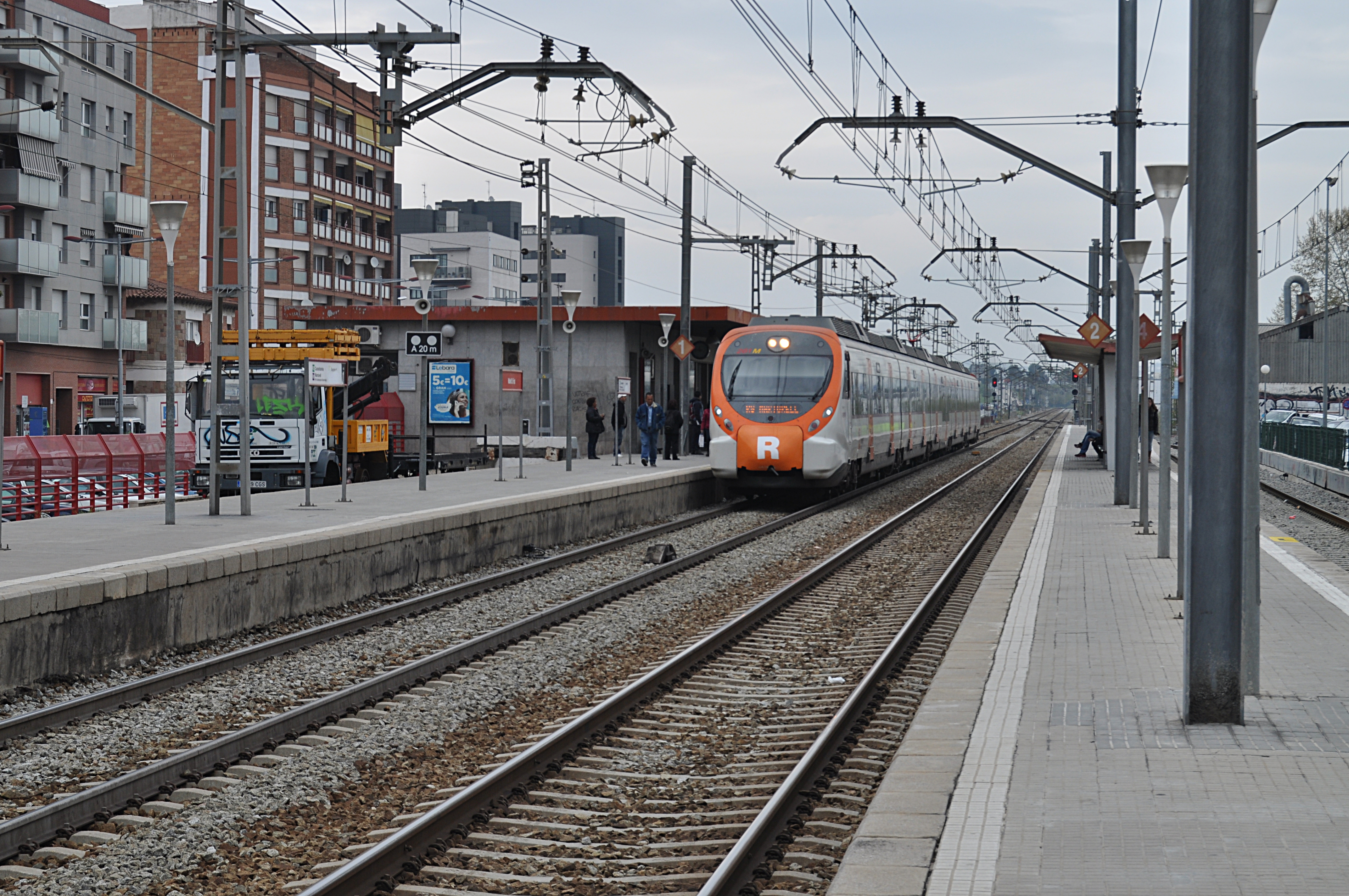
Un automotor eléctrico Civia 465, que realiza un servicio R8 de Rodalies de Catalunya con destino Martorell en la estación de Mollet-Sant Fost.

La línea R8 se pone en marcha el 26 de junio de 2011, después de la adaptación completa al tráfico de viajeros de la línea orbital El Papiol - Mollet del Vallès, cuyos se remontan a 1982, cuando se puso en servio una nueva línea ferroviaria para evitar que los trenes de mercancías circularan por la ciudad de Barcelona. Todas las estaciones actuales ya estaban construidas, pero no prestarían servicios de transporte de viajeros hasta después de muchos años.
Así, en 1995 entró en servicio la estación de Cerdanyola Universitat, dentro de una nueva lanzadera que comunicaba Barcelona con la Universidad Autónoma de Barcelona.
El 16 de mayo de 2005 se inauguró la Línea R7 y el inicio del servicio se haría el 23 de mayo de 2005, con un trayecto que entonces enlazaba Hospitalet de Llobregat con Barcelona, Sardañola del Vallés y Martorell.
La configuración actual se concreta el 26 de junio de 2011, fecha en la que se crea la nueva línea R8 (Martorell - Granollers Centro por Cerdanyola Universitat), utilizando todo el antiguo ramal de mercancías y sectores de las líneas R4 y R2 para conectar las poblaciones de Martorell y Granollers. De este modo, se crea la primera línea de cercanías con un trazado completamente exterior a la ciudad de Barcelona que conecta el Bajo Llobregat con el Vallés.
La estación de Santa Perpetua de Moguda - Riera de Caldas fue inaugurada el 25 de junio de 2022, la última inauguración de una estación ferroviaria de esta línea.

## Características generales
Pendiente de realizar los estudios de aforos, circulan una media de 32 trenes cada día laborable. Cuenta con un total de 40,2 kilómetros de longitud y hace parada en 8 estaciones. Tiene conexiones con las líneas R2, R4 y R7 y servicios regionales de Rodalies de Catalunya. Las estaciones terminales son Martorell, por un lado, y Granollers Centre, por el otro.
El servicio transcurre principalmente por las siguientes líneas de ferrocarril:
- Línea Barcelona-Martorell-Vilafranca-Tarragona, en el tramo entre Martorell y Castellbisbal.
- Línea Castellbisbal / el Papiol - Mollet
- Línea Barcelona-Granollers-Girona-Figueres-Portbou, en el tramo entre San Fausto y Granollers Centro.

## Estaciones
Hay una estación de la línea que está incluida en el  Inventario del Patrimonio Arquitectónico de Cataluña: Montmeló.
| Estación                                 | Municipio                | Correspondencias      | Zona RENFE   | Zona ATM     |
| ---------------------------------------- | ------------------------ | --------------------- | ------------ | ------------ |
| Martorell                                | Martorell                |                       | 3            | 3B           |
| Castellbisbal                            | Castellbisbal            |                       | 3a           | 2B           |
| Rubí                                     | Rubí                     |                       | 3            | 2C           |
| Sant Cugat-Coll Favà                     | San Cugat del Vallés     |                       | 3            | 2C           |
| Cerdanyola Universitat                   | Sardañola del Vallés     |                       | 3            | 2C           |
| Baricentro                               | sin servicio             | sin servicio          | sin servicio | sin servicio |
| Santa Perpètua de Mogoda Riera de Caldes | Santa Perpetua de Mogoda | Inaugurada 25/06/2022 | 2            | 2D           |
| Mollet-San Fausto                        | Mollet del Vallés        |                       | 2            | 2D           |
| Montmeló                                 | Montmeló                 |                       | 2            | 2D           |
| Granollers Centro                        | Granollers               |                       | 3            | 3D           |